# Золотой век белорусской истории
Золотой век белорусской истории — метафорическое название, описывающее некоторое ослабление, и даже частичное и временное отступление польской и римско-католической культурно-религиозной экспансии (поздний XIV—XVII вв.) в тогдашних старобелорусских и староукраинских (таким образом, восточнославянские и греко-православные) частях Великого Княжества Литовского в 1500—1570-х гг., и особенно в 1550—1570-х гг.
Также «золотым веком» ВКЛ называется период правления Витовта (1392—1430) в поэме М. Гусовского «Песнь о зубре».